# 第2独立特殊任務旅団 (ロシア陸軍)
第2独立特殊任務旅団（だい2どくりつとくしゅにんむりょだん、ロシア語: 2-я отдельная бригада специального назначения、略称2 обрСпН）は、ロシア陸軍の旅団。レニングラード軍管区隷下。

## 歴史
- 1962年9月17日～1963年3月1日：プスコフにおいて、第20独立特殊任務中隊に基づき、第2常備特殊任務旅団編成。旅団創設記念日は12月1日
- 1985年～1989年：第22独立特殊任務旅団に基づき編成された第177独立特殊任務支隊がアフガニスタンでの戦闘行動に参加
- 1995年1月～4月：旅団に基づき混成支隊が編成され、ベスランに駐屯した。
- 1999年：北カフカースでの戦闘行動に参加
- 2000年2月21日：シャトイ郊外において、旅団偵察グループが待ち伏せに遭い、兵士25人（＋救援の他部隊兵士8人）が戦死した。
- 2006年9月19日：混成支隊が駐屯地に帰還
- 2008年8月：第329独立特殊任務支隊が、混成平和維持軍の増援として、グルジア・オセチア紛争地帯に派遣される。

旅団からは、4人のロシア連邦英雄（アレクサンドル・カリーニン大尉、セルゲイ・シャンソフ准尉、セルゲイ・サモイロフ上級中尉、ミハイル・ボチェンコフ大尉）が輩出している。

### ロシアのウクライナ侵攻
旅団はロシアのウクライナ侵攻に参加していると報道されている。2022年7月11日、ロシアのウラジーミル・プーチン大統領は、ウクライナでの軍事行動に対し、同旅団に栄誉ある旅団資格「衛兵」を授与した。
2023年6月からロシア・ベルゴロド州、クルスク州に配備され、反プーチン・ロシア人勢力の自由ロシア軍団、ロシア義勇軍団、シベリア大隊の頻繁な越境攻撃を国境で防御しているとされる。

## 編制
- 第70独立特殊任務支隊（軍部隊75242）
- 第177独立特殊任務支隊（軍部隊83395）
- 第329独立特殊任務支隊（軍部隊44917）
- 第700独立特殊任務支隊（軍部隊75143）
- 下級特技兵学校
  - 2個教育中隊
- 准尉学校
- 特殊無線通信支隊
- 物資保障中隊

## 歴代旅団長
| 職名   | 就任年          | 氏名                     | 階級 |
| ------ | --------------- | ------------------------ | ---- |
| 旅団長 | 1962年 - 1966年 | アレクセイ・グリシャコフ | 大佐 |
| 旅団長 | 1966年 - 1974年 | イーゴリ・クレホフスキー | 大佐 |
| 旅団長 | 1974年 - 1975年 | オレグ・ジャーロフ       | 大佐 |
| 旅団長 | 1975年 - 1979年 | ユーリー・ゴロウセンコ   | 大佐 |
| 旅団長 | 1979年 - 1987年 | ウラジーミル・グヴォズヂ | 大佐 |
| 旅団長 | 1987年 - 1989年 | アナトーリー・ベズルチコ | 大佐 |
| 旅団長 | 1989年 - 1997年 | ゲンナジー・シドロフ     | 大佐 |
| 旅団長 | 1997年 - ?      | アナトーリー・ブラシュコ | 大佐 |
| 旅団長 | ? - ?           | ハルチェンコ             |      |

## 出身者
- ドミトリー・ウトキン